# Clara Nunes
Clara Nunes, pseudonimo di Clara Francisca Gonçalves Pinheiro (Caetanópolis, 12 agosto 1942 – Rio de Janeiro, 2 aprile 1983), è stata una cantante brasiliana, considerata una delle più grandi interpreti del paese.
È stata la prima cantante brasiliana a vendere oltre 100 000 copie. Dopo un intervento chirurgico mal riuscito nel tentativo di correggere le vene varicose, morì prematuramente nel mese di aprile 1983, causando commozione popolare.

## Biografia

### Infanzia
Ultima dei sette figli nati dei coniugi Manuel Ferreira de Araújo Gonçalves e Amélia Nunes, Clara Nunes è nata nello Stato di Minas Gerais, nel distretto di Cedro - un tempo nel comune di Paraopeba e poi liberato con il nome di Caetanópolis, dove ha vissuto fino all'età di 16 anni.
Tuttofare nell'azienda di lavoarzione di tessuti Cedro & Cachoeira, il padre di Clara era conosciuto come Mané Serrador ed è stato anche violista e fra i partecipanti del festival Folia de Reis. Ma Manuel morì nel 1944. Poco dopo Clara avrebbe perse anche la madre e fu allevata dalla sorella Dindinha (Maria Gonçalves) e dal fratello Giuseppe (noto come Zé Chilau). A quel tempo, partecipò alle lezioni di Catechismo nella matrice della Crociata Eucaristica. Cantò anche litanie in Latino nel coro della chiesa.
Stando alle sue parole la Nunes è cresciuta ascoltando Carmen Costa, Angela Maria e, in particolare, Elizeth Cardoso e Dalva de Oliveira, da cui trasse grande influenza, mantenendo, però, un proprio stile. Nel 1952, ancora bambina, vinse il suo primo concorso di canto nella sua città, interpretando "Recuerdos de Ypacaraí". Come premio, vinse un abito blu. A 14 anni, si mise a lavorare come tessitrice nella fabbrica Cedro & Cachoeira, la stessa in cui suo padre lavorava.
Fu costretta a trasferirsi a Belo Horizonte per vivere con la sorella Vicentina e il fratello Joaquim, a causa dell'omicidio di un ragazzo, commesso nel 1957 da suo fratello Zé Chilau. A Belo Horizonte, lavorò come tessitrice durante il giorno e fece il normale corso della serata. Durante i week-end, partecipò alla sperimentazione del coro rinascimentale, nella chiesa del quartiere dove abitava. In quel tempo, incontrò il chitarrista Jadir Ambrogio, noto per aver composto l'inno della Cruise). Sorpreso dalla voce della allora sedicenne Clara, Jadir portò Clara in diversi programmi radiofonici, come "Degraus da Fama", in cui fu presentata con il nome di Clara Francesca.

### Cambio di nome
Nei primi 1960, anche lei conobbe Aurino Araújo (fratello di Eduardo Araújo), che la portò a conoscere molti artisti. Aurino fu anche il suo fidanzato per dieci anni. Attraverso l'influenza del produttore musicale Cid Carvalho, cambiò il nome in Clara Nunes, usando il cognome della madre.
Nel 1960, con il nome di Clara Nunes, vinse il concorso  "A Voz de Ouro ABC", con la canzone "Serenata do Adeus", composta da Vinícius de Moraes e registrata in precedenza da Elizeth Cardoso. Nella competizione finale tenutasi a San Paolo, Clara Nunes ottenne il terzo posto con la canzone "Só Adeus" (de Evaldo Gouveia e Jair Amorim).
Da lì, Clara Nunes iniziò a cantare in Radio Inconfidência di Belo Horizonte. Per tre anni consecutivi fu considerata la miglior cantante di Minas Gerais. Lei divenne anche crooner nei club e nelle discoteche di Belo Horizonte e lavorò anche con l'allora bassista Milton Nascimento - un tempo conosciuto come Bituca.
A quel tempo, fece la sua prima apparizione in televisione, nel programma di Hebe Camargo a Belo Horizonte. In 1963, Clara Nunes condusse un programma esclusivo nell'emittente TV Itacolomi, denominato "Clara Nunes Apresenta" ("Clara Nunes Presenta") che andò in onda per un anno e mezzo. Il programma ebbe forte seguito nazionale, anche presso artisti, tra cui Altemar Dutra e Angela Maria.
Ha vissuto a Belo Horizonte dal 1965, quando si trasferì a Rio de Janeiro, ma in particolare a Copacabana.

### I primi dischi
Ora, a Rio de Janeiro, Clara Nunes è presentata in diversi programmi televisivi, come "José Messias", "Chacrinha", "Almoço com as Estrelas" e "Programa de Jair do Taumaturgo". Prima di cantare il samba, Clara ha cantato in particolare boleros. Oltre a radio e televisione, la Nunes ha anche frequentato scuole di samba, club e discoteche nella periferia di Rio.
Nel 1965, andò in prova come cantante nell'Odeon, dove registrò il suo primo intervento in un LP. Il disco fu pubblicato da Radio Inconfidência (dove Clara aveva lavorato durante la sua vita a Belo Horizonte) e vide la partecipazione di moti altri artisti, tutti dell'Odeon.
Nell'anno seguente, fu assunta dall'etichetta, la prima e l'unica in tutta la sua vita. Quello stesso anno, lanciò il primo LP ufficiale, "A Voz Adorável de Clara Nunes". Su insistenza dell'etichetta, che le chiedeva di interpretare canzoni romantiche, Clara incise come repertorio boleros e samba-canzoni, ma questo LP non ebbe successo commerciale.
Nel 1968, Clara Nunes registrò "Você Passa e Eu Acho Graça", il suo secondo album in carriera. La title track (da Ataulfo Alves e Carlos Imperial) condusse al primo grande successo in radio. Nel anno successivo, lanciò l'Odeon  "A Beleza Que Canta", LP in cui la cantante eseguì "Casinha Pequena", un brano di dominio pubblico. Anche in 1969, Clara Nunes vinse il primo posto nel "I Festival da Canção Jovem de Três Rios" con la musica "Pra Que Obedecer" (da Paulinho da Viola e Luís Sérgio Bilheri) e si classificò al terzo posto col brano "Encontro" (da Elton Medeiros e Luís Sérgio Bilheri). Giunse all'ottava posizione al "IV Festival Internacional da Canção Popular" con la musica "Ave Maria do Retirante" (da Alcyvando Luce e Carlos Coqueijo).

### Confermare il samba
Nel 1970, Clara Nunes ha presentato in Luanda, capitale dell'Angola, su invito del Ivon Curi. Nell'anno successivo, la cantante ha registrato il suo quarto LP, che interpretato e "É Baiana" (de Fabricio da Silva, Baianinha, Enio Santos Ribeiro e Miguel Pancrazio), la musica che ha avunto un notevole successo nel carnevale di 1971, e "Ilu Ayê", samba-enredo di Portela (gli autori dei Re e Norival David Silvestre da Silva). Sulla copertina del disco, la cantante ha presentato una permanente minerarie nei capelli dipinto in rosso e se ne andò da lì per arrivare vestito con gli abiti che di cui al religioni afro-brasiliane.
Nel 1972, fu firmato un cantante di samba con la pubblicazione di un album "Clara Clarice Clara". Con le modalità e orquestrações maestro Lindolfo Gaya e con musicisti come il chitarrista Jorge Portela e Carlinhos do Cavaco, il disco ha avuto grande evidenza le canzoni "Seca do Nordeste" (a samba-enredo del scuola di samba Tupi di Brás de Pina), "Morena do Mar" (da Dorival Caymmi), "Vendedor de Caranguejo" (da Gordurinha), "Tributo aos Orixás" (da Mauro Duarte, Noca e Rubem Tavares) e traccia-titolo "Clara Clarice Clara" (da Caetano Veloso e Capinam). Anche l'anno in questione, Clara Nunes è presentato in "Festival de Música de Juiz de Fora" registrato un compatto e semplice la musica "Tristeza, Pé no Chão" (da Armando Fernandes), che ha venduto oltre 100 000 copie.
L'Odeon lanciato nel 1973 il disco "Clara Nunes". Nello stesso anno, il cantante ha debuttato con Vinícius de Moraes e Toquinho lo spettacolo "O poeta, a moça e o violão" al Teatro Castro Alves in Salvador. Sempre nel 1973, fu invitato dal Rádio e Televisão Portuguesa per una stagione in Lisbona. Poi alcuni altri paesi del Europa, come la Svezia, dove ha registrato una speciale parte della Orchestra Sinfonica di Stoccolma come spot per la TV.

### Il successo commerciale
Clara Nunes aderito al comitato che ha rappresentato la Brasile in "Festival del Midem" in Cannes, in 1974. Da allora, l'Odeon solo per i cittadini europei il disco "Brasilia", che è stata la base per la LP "Alvorecer". Questo album emplacou grande successo come "Contos de Areia" (da Romildo Bastos e Toninho Nascimento), "Menino Deus" (da Mauro Duarte e Paulo Cesar Pinheiro) e "Meu Sapato Já Furou" (Mauro de Duarte ed Elton Medeiros). Il record di vendita LP colpito cantanti in Brasile, con più di 300 000 copie vendute, uno feat mai registrato in Brasile. Sempre nel 1974, la cantante ha agito (la parte di Paulo Gracindo), in "Brasileiro Profissão Esperança", mostra di Paulo Pontes, che fa riferimento alla vita della cantante e compositrice Dolores Duran e il compositore e giornalista Antonio Maria. Lo spettacolo è stato il poster Canecão fino a 1975 e restituito il disco omonimo.
Anche in 1975, il lancio è l'Odeon LP "Claridade". Con grande hit come "O Mar Serenou" (da Candeia) e "Juízo Final" (gli autori di Nelson Cavaquinho e Élcio Soares), questo album è diventato il più grande successo della carriera del cantante, battendo il record di vendita e lo sfruttamento delle donne samba-plot di Portela il viale, "Macunaíma, Herói da Nossa Gente" (gli autori dei Norival Reis e Davi Antônio Correia), con cui la scuola è classificato nella 5 ° posto nel Gruppo 1 de Carnaval de Rio. Anche l'anno in questione, si sposò con la poeta, compositore e produttore Paulo César Pinheiro e viaggiato per diversi paesi Europa in tour.
Clara Nunes registrati LP "Canto das Três Raças" in 1976. Oltre alla title track (da Mauro Duarte e Paulo César Pinheiro), il successo nella carriera del cantante, il disco ha anche "Lama" (Mauro de Duarte), "Tenha Paciência" (da Nelson Cavaquinho e Guilherme de Brito),"Riso e Lágrimas" (da Nelson Cavaquinho, Rubens e Brandão Ribeiro), "Fuzuê" (da Romildo e Toninho) e "Retrato Falado"  (di Eduardo Gudin e Paulo César Pinheiro).
Nel 1977, l'Odeon è un disco "As Forças da Natureza", un album dedicato ai partido alto. L'LP è stato soprattutto mette in evidenza il titolo-track (con João Nogueira e Paulo Cesar Pinheiro), "Coração Leviano" (da Paulinho da Viola) e "Coisa da Antiga" (da Wilson Moreira e Nei Lopes). Il disco ha avuto anche la partecipazione di Clementina de Jesus gamma "PCJ-Partido da Clementina de Jesus" (da Candeia) e ha lanciato "À Flor da Pele", la prima composizione di Clara (realizzato in collaborazione con Maurício Tapajós e Paulo César Pinheiro).
Nel 1978 sono stati pubblicati gli album "Guerreira", in cui ha svolto più di Clara la samba brasiliana ritmi - il loro marchio - e "Esperança", con l'accento sulla pista "Feira de Mangaio" (da Sivuca e Glorinha Gadelha). Anche l'anno in questione, da parte di LP "Vida boêmia", da João Nogueira, che interpretato "Bela Cigana" (e di Giovanni Nogueira Ivor Lancellotti), ed è stata - accanto alla Chico Buarque, Maria Bethânia e altri artisti - in mostra Riocentro, che segnano la storia politica del Brasile a causa della esplosione di una bomba.
Nel 1979 ha partecipato alla LP "Clementina", da Clementina de Jesus. Nello stesso anno, il cantante di sottoporsi a una miniera isterectomia (rimozione di utero), dopo aver subito tre aborti spontanei. Con alimentando l'ossessione maternità, che ha causato la madre a essere Clara Nunes forte shock emotivo, da superare la consegna di assoluta carriera artistica.

### Ultimi anni di vita
In 1980, Clara Nunes registrato l'album "Brasil Mestiço", che è stato colpito su stazioni radio in tutto il paese con "Morena de Angola" (composto da Chico Buarque in suo onore), "Brasil Mestiço, Santuário da Fé" (da Mauro Duarte e Paulo César Pinheiro), "Peixe com Coco" (da Alberto Lonato, Josias e Maceió do Cavaco), "Última Morada" (da Noca da Portela e Natal) e "Viola de Penedo" (da Luiz Bandeira). Anche l'anno, la cantante ha partecipato a LP "Cabelo de Milho" (da Sivuca) e "Fala Meu Povo" (da Roberto Ribeiro), e ha viaggiato per Angola che rappresenta il Brasile accanto a Elba Ramalho, Djavan, Dorival Caymmi, Chico Buarque, tra gli altri.
Recorded in 1981 LP "Clara", con grande successo per la musica "Portela na Avenida" (da Mauro de Duarte e Paulo César Pinheiro), con la partecipazione di Velha Guarda da Portela questa banda, e lo spettacolo ha debuttato "Clara Mestiça" (diretto da Bibi Ferreira). Anche l'anno in questione, l'Odeon ha una collezione intitolata "Sucesso de Ouro".
In 1982, l'Odeon di lancio "Nação", l'ultimo album in studio della cantante. L'LP è il titolo mette in evidenza-track (da João Bosco, Aldir Blanc e Paulo Emilio), "Menino Velho" (da Romildo e Toninho), "Ijexá" (da Edil Pacheco), "Serrinha" (da Mauro Duarte e Paulo César Pinheiro) - un omaggio al compositore scuola di samba Serrinha e il piacere del Morro da Serrinha, roccaforte del jongo, situato nel Vaz Lobo, sobborgo di Rio. Anche l'anno in questione, si è esibita in Germania accanto a Sivuca e Elba Ramalho e ha partecipato al LP "Kasshoku", lanciato nel Giappone registrare da Toshiba / EMI, la registrazione di una trasmissione speciale per la TV NHK.

### Morte polemica
Il 5 marzo del 1983, Clara Nunes fu sottoposta ad un intervento chirurgico per l'asportazione di varici, come poteva sembrare. Essa, però, ebbe una reazione allergica ad un componente dell'anestetico.
Clara ebbe un arresto cardiaco e rimase ricoverata per 28 giorni nel reparto di terapia intensiva della clinica São Vicente di Rio de Janeiro. Nel frattempo, i media fecero diverse speculazioni sulla salute della cantante, fra cui ...inseminazione artificiale, aborto, tentativo di suicidio, pestaggio da parte di suo marito Paulo Cesar Pinheiro, Tutti questi pettegolezzi, li subì anche Elis Regina, l'anno precedente.
Nelle prime ore del 2 aprile di 1983, Sabato Santo, Clara Nunes è morta all'età di 40 anni vittima di uno shock anafilattico. L'inchiesta aperta dal Consiglio Regionale di Medicina di Rio de Janeiro, al momento chiusa, crea sospetti per molti motivi sulle cause della morte della cantante. Il corpo della cantante è stato vegliato da più di 50 000 persone nell'edificio della scuola di samba Portela. La sepoltura è avvenuta nel Cemitério São João Batista accompagnata da una folla di fan e amici.
In suo onore, la strada nella zona Oswaldo Cruz, sede della Portela, cuore della scuola di Samba, è stata intitolata a lei.

## Discografia

### Album
- 1966 - A voz adorável de Clara Nunes
- 1968 - Você passa e eu acho graça
- 1969 - A beleza que canta
- 1971 - Clara Nunes
- 1972 - Clara Clarice Clara
- 1973 - Clara Nunes
- 1974 - Brasileiro Profissão Esperança
- 1974 - Alvorecer
- 1975 - Claridade
- 1976 - Canto das três raças
- 1977 - As forças da natureza
- 1978 - Guerreira
- 1979 - Esperança
- 1979 - Sucessos de Ouro - Coletânea
- 1980 - Brasil Mestiço
- 1981 - Clara
- 1982 - Nação

### Realizzazioni postume
- 1983 - Clara Morena
- 1984 - A Deusa dos Orixas
- 1984 - O Canto da Guerreira
- 1986 - Clara
- 1989 - Canto da Guerreira II
- 1989 - O Samba (compilation)